# Antona variana
Antona variana är en fjärilsart som beskrevs av Butler 1877. Antona variana ingår i släktet Antona och familjen björnspinnare. Inga underarter finns listade i Catalogue of Life.